# 杨汊湖站
杨汊湖站位于中华人民共和国湖北省武汉市江汉区，是武汉地铁6号线的地铁车站。

## 车站结构
车站位于石桥路与罗家嘴路交汇处，沿石桥路路敷设。

### 楼层分布
| 地面     | 地面               | 出入口                               |  |  |
| 地下一层 | 站厅               | 售票机、客服中心、武漢通充值、洗手間 |  |  |
| 地下二层 |                    | █ 6号线 往新城十一路（常青花园）     |  |  |
|          | 岛式站台，左侧开门 |                                      |  |  |
|          |                    | █ 6号线 往东风公司（石桥）           |  |  |

### 車站出口
|                                                 |      |                                           |
| 出口編號                                        | 設施 | 建議前往的目的地                          |
| A₁                                              |      | 綠柳路 和諧大道、城開·漢口秀園、融公館2期 |
| A₂                                              |      | 綠柳路 和諧大道、城開·漢口秀園、融公館2期 |
| B                                               |      | 綠柳路 機電路、新龍和苑                   |
| C                                               |      | 綠柳路 機電路、名門世家、姑嫂樹建材市場   |
| D₁                                              |      | 綠柳路 和諧大道、江花苑                   |
| D₂                                              |      | 綠柳路 和諧大道、江花苑                   |
| 注： 設有升降機 \| 設有輪椅升降台 \| 設有洗手間 |      |                                           |

## 运营信息
- 6号线首末班车时间

## 鄰近地點
城开汉口秀园、汉口花园等。

### 内部链接
- 武汉地铁车站列表